# Henrietta Charlotta Ekenman af Ekenstam
Henrietta Charlotta Ekenman af Ekenstam, född 8 december 1789 på Sålla i Sjögestads socken, död 24 mars 1874 i Söderköping, var en svensk textilkonstnär.
Hon var dotter till översten Nils Adolph af Ekenstam och Catharina Margaretha Götherhielm samt från 1811 gift med kaptenen Johan Jakob Busch. Hon var syster till Catharina Juliana Lefrén och Augusta Ulrica Ekerman af Ekenstam. Hon medverkade i Konstakademiens utställning 1806 med Ett landskap i ruiner, figurer som var sydda på sidentyg.